# 汉瑞祥
汉瑞祥公司（英語：Henry Schein Inc.）是一家总部位于美国的医疗保健产品与服务经销商，业务遍及全球34个国家或地区。 汉瑞祥公司是《财富》杂志所评选的“全球最受赞赏公司”，其社会责任等项目位居业界第一。 截至2017年，汉瑞祥公司连续六次被道德村协会评选为全球最具商业道德的公司。

## 公司业务

### 其他医疗领域
2014年11月，汉瑞祥医疗宣布与卡地纳健康集团（Cardinal Health）达成一项战略合作安排。卡地纳健康集团旗下的医生办公室销售组织将并入到汉瑞祥医疗。